# Leonela Ayoví
Leonela Aleyda Ayoví Parraga (ur. 7 marca 1997) – ekwadorska zapaśniczka. Zajęła miejsce na mistrzostwach świata w 2023 roku. 
Ósma na igrzyskach panamerykańskich w 2019 i 2023. Brązowa medalistka mistrzostw panamerykańskich w 2018 i 2024, a także mistrzostw Ameryki Południowej w 2015. Wicemistrzyni igrzysk boliwaryjskich w 2022 i trzecia w 2017 roku.